# Sistema de informação contábil
O sistema de informação contábil é um dos componentes do sistema de informação gerencial (SIG, em linguagem da TI ou tecnologia da informação). Em geral deverá ser composto das seguintes partes (ou módulos):
- Contabilidade geral: direcionada ao registro contábil nos moldes do padrão internacional, com o foco nos itens monetários de Balanço (Contabilidade financeira). Pode disponibilizar trabalhos adicionais como a elaboração de fluxo de caixa, planilhas de empréstimos, cálculo de juros, etc.);
- Contabilidade patrimonial: direcionada a informação para a gestão dos chamados itens não monetários do balanço: contas do Ativo Permanente e do Patrimônio Líquido, cálculo da Depreciação, Reavaliação, etc.
- Contabilidade de custos: integrada a movimentação dos almoxarifados e direcionada a informação sobre a apropriação e os rateios contábeis dos custos e despesas;
- Contabilidade gerencial: informação para a gestão administrativa com ênfase nas análises financeira e econômica (esta última principalmente em relação aos custos e investimentos), conversão em moeda estrangeira, consolidação de balanços, etc
- Controladoria: integrada aos Orçamentos de curto-prazo, e direcionadas às informações dos chamados itens controláveis do Balanço;
- Contabilidade Estratégica: integrada aos Orçamentos e Programas de Longo Prazo, direcionadas `a informação para a chamada Gestão Estratégica.

Como os softwares desse tipo seguem o padrão internacional (vide Contabilidade internacional), as especializações brasileiras como Contabilidade tributária e Contabilidade Pública quando necessárias devem ser adaptadas (customizadas) à "plataforma" original dos programas, o que traz imensas dificuldades aos profissionais contábeis do país.